# El sexto sentido
Az El sexto sentido (Európában The Sixth Sense; jelentése: ’A hatodik érzék’) Thalía mexikói énekesnő 2005-ben kiadott latin popalbuma spanyol nyelven. A produkción többféle zenei stílussal találkozhatunk: latin pop, rhythm and blues, techno, balladák és dance. Az igényesen elkészített album szövegei sokat elárulnak az előadó személyiségéről. A lemezen hallható egy ismert Adriano Celentano-sláger (24000 baci – „24 000 csók”) spanyol nyelvű feldolgozása – 24000 besos – Thalía tolmácsolásában. A felvételek több helyen (köztük Buenos Aires, Argentína; Miami, New York) készültek. Az album bemutatkozó slágere az Amar sin ser amada („Szeretni anélkül, hogy viszontszeretnének”), amelyet az énekesnő 2005. április 28-án mutatott be a Latin Zenei Billboard-díjkiosztó gálán. Ezzel együtt összesen hat dalt adtak ki kislemezként az albumról, mindegyikhez készült videóklip is.
Az album korlátozott kiadása DVD-t is tartalmaz rövid riportfilmmel, valamint három videóklippel. 2006-ban Mexikóban és az Amerikai Egyesült Államokban megjelent, négy új dalt tartalmazó különkiadása a Re+Loaded, amelyre felkerült a mexikói jótékonysági dalverseny, a Cantando por un sueño („Énekléssel egy álomért”) betétdala, valamint egy duett Anthony Romeo Santosszal, a népszerű latin Aventura együttes frontemberével.
Az El sexto sentido 2. helyezést ért el a Billboard Latin Pop Albums listán, 3. lett a Top Latin Albums listán, és viszonylag jó, 63. helyet szerzett a Billboard 200 összesített amerikai lemezeladási listán is. Az Egyesült Államokban dupla platinalemez lett.
| (spanyolul) «Dentro del ser humano se encuentra un ser supremo, la esencia de nosotros mismos, un ser más fuerte, más claro, más protector, más compasivo. Un ser que se guía por la luz, que no es reactivo, que es pro-activo, que ama, que perdona, que no juzga, que es libre. He tenido encuentro con mi ser superior, mi otro “yo”, reduciéndome a mi esencia, liberándome, soltando la carga pesada. Ahora descanso en esa paz, en esa seguridad, en ese “yo” que no conocía, que estuvo escondido… Pero que ahora sólo brilla, sólo siente, sólo ama… Sólo “es” Th. 2Timoteo 1:6» | (magyarul)„Az emberi lényen belül leledzik egy felsőbbrendű lény, saját magunk lényege, egy erősebb, világosabb, védelmezőbb, együttérzőbb lény. Egy lény, akit a fény vezet, aki nem reaktív, aki proaktív, aki szeret, aki megbocsát, aki nem ítélkezik, aki szabad. Találkozásom volt a felsőbbrendű lényemmel, a másik »énemmel«; a lényegemre redukálva magamat, felszabadulva, elengedve a nehéz terheket. Most ebben a békében nyugszom, ebben a biztonságban, ebben az »énemben«, akit nem ismertem, aki rejtve volt… De most csak ragyog, csak érez, csak szeret… »Csak« Th. 2Timótheus 1:6” |
| – Thalía | |

## Ami a cím mögött van
Az album két év munkájának gyümölcse. A 2004-ben kiadott Greatest Hits válogatáslemezt Thalía egy tízéves korszak lezárásának, egyben egy új korszak kezdetének tekintette karrierjében. Az El sexto sentidóval egy olyan, zeneileg és szövegében egyaránt igényesen kidolgozott albumot kívánt készíteni, amely saját személyiségét tükrözi. Az album különlegessége, hogy nemcsak a zenének és a szövegnek, hanem a borítógrafikának is mély mondanivalója van. Az illusztrációkat maga az énekesnő készítette, amelyeken bibliai utalások, angyalrajzok, valamit a Kabbalából való héber írásjelek láthatók. Természetesen minden egyes mozzanatnak megvan a maga jelentése, amelyet a művésznő az album promóciós oldalán elmagyaráz. A borítókép például egy különleges egyensúlyban lévő nőt ábrázol: fejének jobb oldalán, a belépő vakító fény az életerő forrását jelképezi, a bal oldal pedig ezen energia megosztását, kisugárzását, a kreativitást. Az összhatás mondanivalója pedig a – Thalía személyiségére jellemző – pozitív életszemlélet tanítása, hogy miként lehet mindenben a fényt látni, a negatív gondolatokat elűzni, a rossz dolgok jó oldalát nézni. Hogy miért éppen a „Hatodik érzék” címet választotta az énekesnő az albumhoz, így felelt:
A hatodik érzékben élem az életemet. Hallgatok a megérzéseimre, érzékelek környezetemen túli dolgokat, hallom a belső hangot. Arra a pillantra koncentrálok, amelyben élek. A kreativitásom kötetlen. Kapcsolatban állok az univerzummal, a fénnyel, az élettel. Különben is, az öt rendes érzék csalós: csak azt látod, amit látni akarsz, csak azt hallod, amit hallani akarsz stb. A zene, a szövegek és a hang egyedül az életemet tükrözik, amely ebben a pillanatban van tökéletes egyensúlyban. A szövegek erősek, zeneileg pedig a legsokoldalúbb album ez, amit valaha alkottam.

### Az albumban használt szimbólumok és jelentésük
Thalía az alábbi jelképeket használta a Kabbalából:
Bibliai utalások
- Salmo 34:7

(Zsoltárok könyve 34:7)
- Mateo 7:2–6

(Máté evangéliuma 7:2–6)
- 2Timoteo 1:6

(Pál apostol Timótheushoz írt II. levele 1:6)
- Colosenses 3:12–14

(Pál apostol Kolossébeliekhez írt levele 3:12–14)
| Írásjelek | Kiejtés          | Értelmezésük                                               |
| --------- | ---------------- | ---------------------------------------------------------- |
| עלם       | ajin lamed mem   | „Elűzni a negatív gondolatokat”                            |
| כהת       | kaf hé tav       | „Hatástalanítani a negatív energiákat és a stresszt”       |
| אלד       | alef lamed dalet | „A tekintetek ölni tudnak: védekezés a rossz szemek ellen” |
| לאו       | lamed alef vav   | „Eloszlatni a rossz nyomait” vagy: „A nagy menekülés”      |
| ייז       | jod jod zajin    | „A helyes szavakkal beszélni”                              |
| ילה       | jod lamed hé     | „Enyhíteni az ítéleteket”                                  |
| עשל       | ajin sin lamed   | „Teljes átváltozás”                                        |
| הרח       | hé res chet      | „Isteni energiát közvetítő köldökzsinór”                   |
| מחי       | mem chet jod     | „Kedvező fényben feltűnni”                                 |

## A dalokról
Az album nyitóslágere, az Amar sin ser amada, amelyet a rajongók csak ASSA-ként emlegetnek, spanyolul annyit tesz: „Szeretni anélkül, hogy viszontszeretnének”. Egy lendületes, rockos tangó, boleró- és balladaelemekkel. A főbb hangszerek a harmonika, az elektromos gitár, valamint az 1970-es éveket idéző vonószenekari kíséret. Tartalmilag a dal egy szerelmi csalódások során keresztülment nő történetét meséli el, akinek egyik énje bátorítja a másikat, hogy most már túl kell esni a megrázkódtatásokon, levonni a tanulságokat és újrakezdeni.
Az ASSA himnusz minden olyan nőnek, aki csalódások sorát élte már meg. Én már szerettem, és megbántották a szívemet, nem csak a szerelmem, hanem olyan barátok és hozzám közelállók is, akik bizonyos értelemben csak lépcsőként használtak, hogy még előrébb jussanak. A dalt saját magamnak éneklem, és mindazoknak, akik képesek a gödörből több erővel emelkedni ki, mint amennyijük volt azelőtt.
A Seducción, magyarul „Csábítás” dance szám, diszkóknak ideális. Az Un sueño para dos, „Egy álom kettőnknek” több modern stílus keveréke (pop, techno, R’n’B stb.) latinos ritmussal. A Sabe bien – magyarul annyit jelent: „Jó az íze” – érzéki R’n’B szám. A dallam egyes motívumai egy régi latin slágerből valók.
A Sabe bien tűzbe borította a stúdiót! Olvadoztunk a forróságtól, és az csak egyre nőtt a dal minden mondatával… úgy jöttünk ki onnan, mint a gőzfürdőből…
A 24000 besos egy Európában is jól ismert Adriano Celentano-szám, a 24000 baci spanyol feldolgozása. A mandolinkíséret miatt talán még olaszosabbra sikeredett, mint az eredeti. A dal kis híján nem került fel az albumra, de szerencsére az utolsó pillanatban elhárult az akadály.
Már úgy volt, hogy a 24000 besos nem kerülhet fel az albumra, mert a jogászoknak tisztázniuk kellett az eredeti változat szerzői jogait… és csak a CD sorozatgyártása előtt egy nappal lett zöld a lámpa.
Az Olvídame, magyarul „Felejts el engem” lassú, mély érzelmekkel teli lírai rock-ballada, zongora-, gitár- és dobkísérettel, amely jól kihozza Thalía vokális képességeit.
Az Olvídame megkönnyeztette az összes hangmérnököt és producert, akik a stúdióban voltak… Én is bőgtem.
A No puedo vivir sin ti átlagos, közepesen gyors popballada, jellemzően szintetizátor- és elektromosgitár-kísérettel. Az Un alma sentenciada, azaz „Egy elkárhozott lélek” egy kissé rockos ballada, gitár- és vonószenekari kísérettel. Sokak szerint Thalía legjobb dalai közé tartozik, amit valaha készített, igényes hangszereléssel, mélyen lírai és egy némileg vallásos hangulatú szövegezéssel. A No me voy a quebrar átlagos modern technoszám, diszkóban ideális. A Loca, magyarul „Őrült lány” az 1980-as évek olasz zenéjére emlékeztető, szerelmi témájú lassú ballada, vonósok és elektromos zongora kíséretével. Az Empezar de „0” Thalía saját szerzeménye. Perzsa dallamelemekkel diszített dance szám, mely az újrakezdésről szól. Egyszerű, de ritmusos, szórakoztató.
Az Empezar de "0"-t 45 perc alatt vettük fel Cory Rooney házában, s közben kukoricacsipszet majszolgattunk.
Az Amor prohibido, „Tiltott szerelem” az azonos című Selena sláger feldolgozása, Thalía a texasi énekesnő meggyilkolásának 10 éves évfordulójára vette fel, és élőben énekelte az évforduló alkalmából megrendezett ¡Selena Vive! emlékkoncerten (Houston, Texas, 2005. április 7.) A dal stúdióváltozata bonus trackként került fel az albumra. A 2005-ös nemzetközi kiadás utolsó három dala (You Know He Never Loved You, Seduction, A Dream for Two) az Amar sin ser amada, Seducción és az Un sueño para dos angol nyelvű változatai, a fordítások Thalía műve. Ehhez is kapcsolódik egy anekdota:
Az ASSA angol nyelvű változatát az autómban írtam egy verőfényes napon, New York peremén, 30 perc alatt, egy bevásárlóközpont papírszatyorjára.
A Cantando por un sueño dinamikus rockos szám, az azonos című mexikói show sztárdala. E szám adta Thalíának az ötletet ahhoz, hogy az albumot 2006-ban új változatban is kiadja, melyre ezen kívül még három friss dal is rákerült. A díjnyertes No, no, no duett a népszerű Aventura együttes frontemberével, Anthony Romeo Santosszal, aki egyben a dal szerzője is, ennek megfelelően a mű az Aventura stílusára jellemző dominikai bachata és a pop keveréke. A La súper chica stílusa a francia bárénekesek letűnt aranykorára emlékeztet, Thalía elmondása szerint a magabiztos, öntudatos nők egójának szól.

## Szakmai kritika
Az AllMusic értékelése: 
Thalía 2003-as erőfeszítése nem hozta meg a várt eredményt: az angol nyelvű album túlságosan felületes, a zenéjében is kevés a valódi „crossover” varázs. A 2005-ös El sexto sentido viszont végig spanyolul van, kivéve három dal angol verzióját a végén. Egyszerű latin popalbum a szükséges balladákkal (a harsány Olvídame tényleg bemutatja a művésznő vokális kvalitásait, le a kalappal), rámenős hibrid-poppal (lásd a tangóharmonikával fűszerezett nyitódalt: Amar sin ser amada), no meg túláradó diszkózenével, amihez nem nehéz elképzelni a zsúfolt táncparkettet, amint együtt fújják a Seducción és a No me voy a quebrar dalokat. Az albumon bonus trackként szintén helyet kapott a klasszikus texasi Selena-sláger, az Amor prohibido Thalía tolmácsolásában.
Az El sexto sentido szerzői Estéfano és Julio Reyes. Thalía hangja lendületes, a legnagyobb hangmagasságokban különösen szépen szárnyal, ám az albumból hiányzik az igazi élet. Túltengenek az olyan dalok, mint az Un sueño para dos; a Sabe bien pedig a sablonos dance-pop kategória igazi állatorvosi lova, csak éppen spanyolul van. Szerencsére a 24000 besos (24000 baci) – egy Adriano Celentano-szám spanyol változata – sokkal jobb: szédítően vidám dal, s a lényeg nem veszett el a fordítással.
De még így, erősségei ellenére is az El sexto sentido csak egy termék a mezőny sok újdonsága közül. Remekül megalkották, be fogja hozni az elvárt sikert, megtáncoltatja a népet, érzelmeket kelt, de csak annyit fektettek bele, amennyi ehhez éppen minimálisan szükséges. Ennek sajnálatos eredményeképpen Thalía beleolvad a háttérbe, akárcsak bájos, de homályos arcképe a borítón. Thalía világsztár, színésznő és énekesnő, szerepelt a híres amerikai Dr Pepper üdítő reklámjában is, de bár feltehetően nagy hatással lesz a megszállott rajongókra, a „Hatodik érzék” úgy mindenestül nem méltó a művésznő híréhez.

## A dalok listája

### A nemzetközi kiadás (2005)
1. Amar sin ser amada – „Szeretni anélkül, hogy viszontszeretnének” (Estéfano / José Luis Pagán) 3:32
2. Seducción – „Csábítás” (Estéfano / José Luis Pagán) 4:02
3. Un sueño para dos – „Egy álom kettőnknek” (Estéfano / José Luis Pagán) 4:00
4. Sabe bien – „Jó ízű” (Estéfano / Julio Reyes) 4:14
5. 24000 besos (24000 baci) – „24000 csók” (Adriano Celentano / Lucio Fulci / Piero Vivarelli / Estéfano / José Luis Pagán) 3:20
6. Olvídame – ’Felejts el engem’ (Estéfano / Julio Reyes) 4:10
7. No puedo vivir sin ti – „Nem bírok élni nélküled” (Estéfano / José Luis Pagán) 4:20
8. Un alma sentenciada – „Egy elkárhozott lélek” (Estéfano / José Luis Pagán) 3:42
9. No me voy a quebrar – „Nem fogok összetörni” (Estéfano / José Luis Pagán) 3:52
10. Loca – „Őrült lány” (Estéfano / José Luis Pagán) 4:27
11. Empezar de "0" – „Nulláról kezdeni” (Thalía Sodi / Cory Rooney) 3:14
12. Amor prohibido (Bonus track) – „Tiltott szerelem” (Pete Astudillo / A.B. Quintanilla III) 3:02
13. You Know He Never Loved You – „Tudod, hogy sosem szeretett” (Estéfano / José Luis Pagán / Shep Gordon / Thalía Sodi / Alexandra Taveras) 3:35[6]
14. Seduction – „Csábítás” (Estéfano / José Luis Pagán / Shep Gordon / Thalía Sodi / Alexandra Taveras) 4:06[7]
15. A Dream for Two – „Egy álom kettőnknek” (Estéfano / José Luis Pagán / Shep Gordon / Thalía Sodi / Alexandra Taveras) 3:59[8]

#### DVD (korlátozott kiadás)
1. El mundo de Thalía / Thalía's World (EPK) 14:07[9]
2. Acción y reacción (Videóklip) 3:55
3. Seducción (Fellépés New Yorkban) 4:04
4. Amar sin ser amada (A színfalak mögött – a videóklip forgatása) 3:38

### ARe+Loadedkülönkiadás (2006)
1. Cantando por un sueño – „Énekléssel egy álomért” (Estéfano) 4:12
2. No, no, no – „Ne, ne, ne” (Aventura) 4:11[10]
3. Amar sin ser amada – „Szeretni anélkül, hogy viszontszeretnének” (Estéfano / José Luis Pagán) 3:32
4. Seducción – „Csábítás” (Estéfano / José Luis Pagán) 4:02
5. Un sueño para dos – „Egy álom kettőnknek” (Estéfano / José Luis Pagán) 4:00
6. Sabe bien – „Jó ízű” (Estéfano / Julio Reyes) 4:14
7. 24000 besos (24000 baci) – „24000 csók” (Adriano Celentano / Lucio Fulci / Piero Vivarelli / Estéfano / José Luis Pagán) 3:20
8. Olvídame – „Felejts el engem” (Estéfano / Julio Reyes) 4:10
9. No puedo vivir sin ti – „Nem bírok élni nélküled” (Estéfano / José Luis Pagán) 4:20
10. Un alma sentenciada – „Egy elítélt lélek” (Estéfano / José Luis Pagán) 3:42
11. No me voy a quebrar – „Nem fogok összetörni” (Estéfano / José Luis Pagán) 3:52
12. Empezar de "0" – „Nulláról kezdeni” (Thalía Sodi / Cory Rooney) 3:14
13. Un alma sentenciada (Hex Hector remix) 3:31
14. La súper chica – „A szuper csaj” 4:00

## A produkció

### Zenészek
- Harmonika: Judith Mora Arriaga (12)[11]
- Akusztikus és elektromos gitárok: José Luis Pagán (1-3, 5, 7-10, 12-15), Michael Thompson (7, 10)
- Bandoneón: Walter Ríos "El Maestro" (1)
- Basszus: José Luis Pagán (12)
- Basszusgitár: Guillermo Vadala (1, 3, 5, 6, 8, 10, 13, 15)
- Dobok, ütőhangszerek: Hernán Marchesi (1-3, 5-8, 10, 13-15), Richard Bravo (12)
- Gitár: Andrew Synowieck (6)
- Hammond-orgona: Patan Vidal (5)
- Mandolin: Enrique Franci (5)
- Háttérvokálok: José Luis Pagán (1-3, 5, 7-10, 12-15), Vicky Echeverri (1-5, 7-10, 12-15), Alexandra Taveras (13-15)
- Vonósok: The Argentinian Ensemble • Elrendezés: Julio Reyes (6), Gerardo Gardelín (1, 8, 10) • Vezényel: Gerardo Gardelín
- Zongora: Julio Reyes (6)

### Producerek, közreműködők
- Vezető-producer: Thalía • Producer: Fabio Estéfano Salgado az Estéfano Productions Group részéről.
- Hangmérnökök: Pichon Dalpont, Pablo Arraya, Pedro Namerow, Mauricio Gasca, Sebastián de Peyrecave, Orvel Costa, Diego Acosta, Orlando Calzada, Kevin Crouse • Stúdiók: Midnight Blue Studios, Miami, Florida; Estudios Ion, Buenos Aires, Argentína; Circo Beat, Buenos Aires, Argentína; Sony Music Studios, New York; Avatar Studios, New York; The Poolhouse, LI, NY; Cocoa-Butt Studios, Culver City, CA • Mixelés: Javier Garza, Midnight Blue Studios, Miami, FL, kivéve: az Empezar de "0"-t mixelte Peter Wade Keusch, The Poolhouse, LI, NY • Masterizálás: Ted Jensen, Sterling Sound, NYC
- Menedzsment: Doyle-Kos Entertainment • Projektkoordinátor: Chris Apostle & Joanne Oriti (NY) • Produkciós koordinátor: Odisa Beltrán • Thalía produkciós csapata: Lauren Bialek, Beth Butler, Derek Wiggins, Christian Martin, Claudia Salgado, Francés Epalza, Margarita Ríos, Jacqueline Kotler, Alana Sarratore
- Fényképész: George Holz • Stylist: Eric Archibald • Segédstylist: David Zambrana • Haj: Luis Beltrán • Smink: Sidney Jamilia
- Illusztrációk: Thalía • Művészeti vezető és látványtervező: Lisette Lorenzo